# Giro del Lussemburgo 1966
Il Giro del Lussemburgo 1966, trentesima edizione della corsa, si svolse dal 10 al 13 giugno su un percorso di 785 km ripartiti in 4 tappe (la seconda suddivisa in due semitappe), con partenza a Lussemburgo e arrivo a Esch-sur-Alzette. Fu vinto dal lussemburghese Edy Schütz della Romeo-Smiths-Plume Sport davanti ai belgi Armand Desmet e Willy Planckaert.

## Tappe
| Tappa  | Data      | Percorso                                    | km  | Vincitore di tappa | Leader cl. generale |
| ------ | --------- | ------------------------------------------- | --- | ------------------ | ------------------- |
| 1ª     | 10 giugno | Lussemburgo > Lussemburgo                   | 198 | Edy Schütz         |                     |
| 2ª-1ª  | 11 giugno | Mühlenbach > Mühlenbach (cron. individuale) | 2,4 | Edy Schütz         |                     |
| 2ª-2ª  | 11 giugno | Lussemburgo > Bettembourg                   | 161 | Willy Planckaert   |                     |
| 3ª     | 12 giugno | Bettembourg > Diekirch                      | 225 | Rik Van Looy       |                     |
| 4ª     | 13 giugno | Diekirch > Esch-sur-Alzette                 | 199 | Joseph Mathy       | Edy Schütz          |
| Totale | Totale    | Totale                                      | 785 |                    |                     |

## Dettagli delle tappe

### 1ª tappa
- 10 giugno: Lussemburgo > Lussemburgo – 198 km

| Pos. | Corridore        | Squadra      | Tempo    |
| ---- | ---------------- | ------------ | -------- |
| 1    | Edy Schütz       | Romeo        | 5h19'45" |
| 2    | Armand Desmet    | Solo-Superia | s.t.     |
| 3    | Willy Planckaert | Romeo        | a 2'22"  |

| Pos. | Corridore | Squadra | Tempo |
| ---- | --------- | ------- | ----- |

### 2ª tappa - 1ª semitappa
- 11 giugno: Mühlenbach > Mühlenbach (cron. individuale) – 2,4 km

| Pos. | Corridore        | Squadra | Tempo |
| ---- | ---------------- | ------- | ----- |
| 1    | Edy Schütz       | Romeo   | 4'28" |
| 2    | Raymond Lebreton | Kamomé  | a 17" |
| 3    | Willy Planckaert | Romeo   | a 19" |

| Pos. | Corridore | Squadra | Tempo |
| ---- | --------- | ------- | ----- |

### 2ª tappa - 2ª semitappa
- 11 giugno: Lussemburgo > Bettembourg – 161 km

| Pos. | Corridore        | Squadra      | Tempo    |
| ---- | ---------------- | ------------ | -------- |
| 1    | Willy Planckaert | Romeo        | 4h15'53" |
| 2    | Rik Van Looy     | Solo-Superia | s.t.     |
| 3    | Johny Schleck    | Pelforth     | s.t.     |

| Pos. | Corridore | Squadra | Tempo |
| ---- | --------- | ------- | ----- |

### 3ª tappa
- 12 giugno: Bettembourg > Diekirch – 225 km

| Pos. | Corridore              | Squadra      | Tempo    |
| ---- | ---------------------- | ------------ | -------- |
| 1    | Rik Van Looy           | Solo-Superia | 6h32'07" |
| 2    | Georges Van Den Berghe | Romeo        | a 9"     |
| 3    | Willy Planckaert       | Romeo        | a 18"    |

| Pos. | Corridore | Squadra | Tempo |
| ---- | --------- | ------- | ----- |

### 4ª tappa
- 13 giugno: Diekirch > Esch-sur-Alzette – 199 km

| Pos. | Corridore        | Squadra      | Tempo    |
| ---- | ---------------- | ------------ | -------- |
| 1    | Joseph Mathy     | Romeo        | 5h28'30" |
| 2    | Julien Stevens   | Solo-Superia | s.t.     |
| 3    | Willy Planckaert | Romeo        | a 8"     |

| Pos. | Corridore        | Squadra      | Tempo     |
| ---- | ---------------- | ------------ | --------- |
| 1    | Edy Schütz       | Romeo        | 21h40'34" |
| 2    | Armand Desmet    | Solo-Superia | a 27"     |
| 3    | Willy Planckaert | Romeo        | a 3'16"   |

## Classifiche finali

### Classifica generale
| Pos. | Corridore        | Squadra                  | Tempo     |
| ---- | ---------------- | ------------------------ | --------- |
| 1    | Edy Schütz       | Romeo-Smiths-Plume Sport | 21h40'34" |
| 2    | Armand Desmet    | Solo-Superia             | a 27"     |
| 3    | Willy Planckaert | Romeo-Smiths-Plume Sport | a 3'16"   |
| 4    | Wim Schepers     | Caballero                | a 3'31"   |
| 5    | Rik Van Looy     | Solo-Superia             | a 3'41"   |
| 6    | Dieter Puschel   | Ruberg-Continental       | a 4'00"   |
| 7    | André Darrigade  | Kamomé-Dilecta-Dunlop    | a 5'20"   |
| 8    | Henri De Wolf    | Solo-Superia             | a 5'25"   |
| 9    | Joseph Mathy     | Romeo-Smiths-Plume Sport | a 6'35"   |
| 10   | Albert Lacroix   | Pelforth-Sauvage-Lejeune | a 7'16"   |